# Carl T. C. Gutierrez

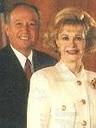
Carl Gutierrez mit Madeleine Bordallo

Carl Tommy Cruz Gutierrez (* 15. Oktober 1941 in Agana Heights, Guam) ist ein US-amerikanischer Politiker. Zwischen 1995 und 2003 war er Gouverneur von Guam.

## Werdegang
Carl Gutierrez wuchs während der japanischen Besatzung seiner Heimat auf und verbrachte dort als Kind Zeit in Haft in einem japanischen Konzentrationslager. Später absolvierte er bis 1960 die San Francisco High School. Anschließend diente er zwischen 1960 und 1965 in der United States Air Force. Später arbeitete er für die Regierung von Guam in der Datenverarbeitung. Außerdem betrieb er eine eigene Beraterfirma. Zwischen 1973 und 1986 sowie von 1989 bis 1994 war er Mitglied der Legislative von Guam. Zeitweise war er Präsident dieser Kammer. Seit 1994 gehörte er dem Steuerausschuss an. Er war 1977 Präsident eines Verfassungskonvents des Außengebietes. Ferner fungierte er auch als Präsident der Association of Pacific Island Legislatures und der Asian-Pacific Parliamentarian's Union.
Im Jahr 1978 bewarb sich Carl Gutierrez als unabhängiger Kandidat erfolglos um das Amt des Gouverneurs von Guam. Im Jahr 1993 wurde er als Kandidat der Demokratischen Partei zum Nachfolger von Gouverneur Joseph Franklin Ada gewählt. Nach einer Wiederwahl konnte er dieses Amt zwischen dem 2. Januar 1995 und dem 6. Januar 2003 ausüben. 2006 kandidierte Gutierrez erfolglos in den Vorwahlen seiner Partei für seine Nominierung für die Gouverneurswahlen. Im Jahr 2010 gewann er diese Vorwahlen und unterlag sehr knapp dem Republikaner Eddie Calvo. Die Wahl wurde neu ausgezählt und angefochten. Am Ende aber wurde das Ergebnis bestätigt.